# 広島県道201号玖波停車場線
広島県道201号玖波停車場線（ひろしまけんどう201ごう くばていしゃじょうせん）は、広島県大竹市を通る一般県道である。

## 概要
JR西日本山陽本線玖波駅から国道2号交点を結ぶ。

### 路線データ
- 起点：大竹市玖波2丁目（JR西日本山陽本線 玖波駅前）
- 終点：大竹市玖波2丁目（玖波交差点、国道2号交点）
- 総延長：97 m

## 地理

### 通過する自治体
- 大竹市

### 交差する道路
| 交差する道路           | 交差する場所 | 交差する場所      |
| ---------------------- | ------------ | ----------------- |
| 国道2号 国道433号 重複 | 玖波2丁目    | 玖波交差点 / 終点 |

### 沿線
- JR西日本山陽本線玖波駅
- 大竹市役所 玖波支所
- 大竹警察署 玖波警察官駐在所